# George Kinnaird (9e Lord Kinnaird)
George William Fox Kinnaird, 9e Lord Kinnaird, (14 avril 1807 - 7 janvier 1878) est un homme politique Whig écossais. Il est maître des Buckhounds sous Lord Melbourne de 1839 à 1841.

## Biographie
Kinnaird est le fils aîné de Charles Kinnaird, 8e Lord Kinnaird, et d'Olivia Laetitia Catherine FitzGerald, troisième fille de William FitzGerald (2e duc de Leinster).
Kinnaird succède à son père dans la seigneurie de Kinnaird en 1826. Il s'agit d'une pairie écossaise et ne lui donne pas droit à un siège automatique à la Chambre des lords. Cependant, en 1831, il est créé baron Rossie, du prieuré de Rossie dans le comté de Perth, dans la pairie du Royaume-Uni, ce qui lui donne un siège à la chambre haute du Parlement. En décembre 1839, il est nommé Maître des Buckhounds sous Lord Melbourne, poste qu'il occupe jusqu'à la chute du gouvernement en 1841. Il est admis au Conseil privé au début de 1840. En 1857, il est fait chevalier du chardon . Trois ans plus tard, il est créé baron Kinnaird, de Rossie dans le comté de Perth, également dans la pairie du Royaume-Uni. Contrairement à la baronnie précédente, qui est créée avec un reste normal pour les héritiers mâles, cette baronnie est créée avec un reste spécial pour son frère cadet, Arthur Kinnaird (10e Lord Kinnaird). Kinnaird est Lord-lieutenant du Perthshire de 1866 à 1878 .

## Famille
Lord Kinnaird épouse Frances Anne Georgina Ponsonby, fille unique de William Ponsonby (1er baron de Mauley), à Great Canford, Dorset, le 14 décembre 1837. Ils ont trois enfants :
- Olivia Barbara Kinnaird (morte en 1871).
- Victor Alexander Kinnaird, maître de Kinnaird (1840-1851).
- Charles Fox Kinnaird, maître de Kinnaird (1841-1860).

Lord Kinnaird est décédé en janvier 1878, à l'âge de 70 ans, sans descendance masculine. La baronnie de Rossie s'est éteinte à sa mort et est remplacé dans la seigneurie écossaise et baronnie de Kinnaird par son frère cadet, Arthur. Lady Kinnaird est décédée en mars 1910, à l'âge de 92 ans.